# Jared Turner
Jared Turner (* 12. April 1978 in New Plymouth, New Plymouth District, Neuseeland) ist ein australischer Schauspieler, Synchronsprecher und Drehbuchautor.

## Leben
Turner wurde am 12. April 1978 in New Plymouth, Neuseeland geboren. Seine Eltern sind deutscher und samoanischer Abstammung. Außerdem hat er tongaische, französische, portugiesische und schottische Vorfahren. 1980 zog die Familie nach Sydney. 2000 machte er seinen Abschluss in Schauspiel an der Theatre Nepean, University of Western Sydney. Im November 2014 heiratete er die Kostümdesignerin Lizzy Mayer im neuseeländischen Oratia. Das Paar hat vier Kinder, darunter mindestens zwei Töchter und einen Sohn.
Er debütierte 1995 in einer Episode der Fernsehserie Home and Away als Schauspieler. Es folgte eine Episodenrolle in der Fernsehserie All Saints. In den nächsten Jahren konnte er einige Besetzungen in Kurz- und Spielfilmen verzeichnen. Von 2009 bis 2010 war er in der Fernsehserie Go Girls in der Rolle des Ben Maddox zu sehen. Größere Bekanntheit erlangte er durch seine Verkörperung des Ty Johnson in der Fernsehserie The Almighty Johnsons, die er von 2011 bis 2013 in insgesamt 36 Episoden verkörperte. Danach folgten größere Serienrollen in The Shannara Chronicles, Filthy Rich, Das römische Reich, Shortland Street und One Lane Bridge. Er übernahm des Weiteren Sprechrollen in verschiedenen Power-Rangers-Fernsehserien.

## Filmografie

### Schauspieler
- 1995: Home and Away (Fernsehserie, Episode 1x1813)
- 2002: All Saints (Fernsehserie, Episode 5x08)
- 2003: Basilisk Stare (Kurzfilm)
- 2004: Fracture
- 2004: In Too Deep (Kurzfilm)
- 2006: Discount Taxi Driver (Kurzfilm)
- 2007: Reckless Behavior: Caught on Tape (Fernsehfilm)
- 2007: Coffee and Allah (Kurzfilm)
- 2007: Outrageous Fortune (Fernsehserie, Episode 3x13)
- 2007: 30 Days of Night
- 2008: Love in the Time of Chlamydia (Kurzfilm)
- 2009: Underworld – Aufstand der Lykaner (Underworld: Rise of the Lycans)
- 2009: The Warning (Kurzfilm)
- 2009: Lines Crossed (Kurzfilm)
- 2009–2010: Go Girls (Fernsehserie, 12 Episoden)
- 2011–2013: The Almighty Johnsons (Fernsehserie, 36 Episoden)
- 2013: Spartacus (Fernsehserie, Episode 3x01)
- 2013: End of Daze
- 2014: The Last Saint
- 2014: Brokenwood – Mord in Neuseeland (The Brokenwood Mysteries) (Fernsehserie, Episode 1x04)
- 2015: When We Go to War (Mini-Serie, 3 Episoden)
- 2015: Venus and Mars (Fernsehfilm)
- 2016: Titiro (Kurzfilm)
- 2016: The Shannara Chronicles (Fernsehserie, 6 Episoden)
- 2016: Filthy Rich (Fernsehserie, 12 Episoden)
- 2016: Hillary (Fernsehserie, 3 Episoden)
- 2016: Das römische Reich (Roman Empire) (Fernsehserie, 5 Episoden)
- 2016–2017: The Secret Daughter (Fernsehserie, 12 Episoden)
- 2017: 6 Days
- 2018: Power Rangers Ninja Steel (Fernsehserie, Episode 2x16)
- 2019: Ablaze (Fernsehfilm)
- 2019: Shortland Street (Fernsehserie, 18 Episoden)
- 2020: The Luminaries (Mini-Serie, Episode 1x01)
- 2020: One Lane Bridge (Fernsehserie, 10 Episoden)
- 2020: Almost Paradise (Fernsehserie, Episode 1x10)
- 2021: Sweet Tooth (Fernsehserie, Episode 1x02)

### Synchronsprecher
- 2008: Power Rangers Jungle Fury (Fernsehserie, 6 Episoden)
- 2015: Ash vs Evil Dead (Fernsehserie, 3 Episoden)
- 2021: Power Rangers: Dino Fury (Fernsehserie, 11 Episoden)

### Drehbuchautor
- 2006: Discount Taxi Driver (Kurzfilm)
- 2012: Glow (Kurzfilm)
- 2013: Caretaker (Kurzfilm)
- 2018: Attention Seekers (Kurzfilm)